# Chelonus sonorensis
Chelonus sonorensis är en stekelart som beskrevs av Cameron 1887. Chelonus sonorensis ingår i släktet Chelonus och familjen bracksteklar. Inga underarter finns listade i Catalogue of Life.